# Cuauhtémoc Blanco
Pour les articles homonymes, voir Blanco.
Cuauhtémoc Blanco Bravo, né le 17 janvier 1973 à Mexico, est un ancien footballeur mexicain jouant pour le CD Irapuato. Il a évolué principalement en Amérique latine dans le championnat du Mexique avec le Club America et aux États-Unis  avec le club de Chicago Fire. Il est connu pour avoir effectué en match officiel le coup du crapaud (consistant à passer ses adversaires en coinçant le ballon entre ses jambes), lors de la coupe du monde 1998 en France, contre l'équipe de Corée du Sud de football.
Il est l'un des joueurs le plus de fois sélectionné en équipe nationale du Mexique avec 120 apparitions. Avec sa sélection, il remporte la Gold Cup en 1996 et 1998, suivi de la Coupe des confédérations en 1999. Il a également participé à 3 coupes du monde, celles de 1998, 2002 et 2010.
Connu pour sa personnalité charismatique et agressive sur le terrain, il a joué la plupart du temps comme attaquant et ces dernières années en tant que milieu offensif. Il est largement considéré comme l'un des plus grands joueurs et l'un des plus talentueux du Mexique au cours des deux dernières décennies.
Blanco est le seul joueur de football mexicain à avoir gagné un prix dans une compétition de la FIFA d'envergure internationale, comme il a remporté le Ballon d'argent et le Soulier d'or pendant la Coupe des confédérations de 1999. Il a été nommé le joueur par excellence de la division mexicaine Première Ligue à cinq reprises.
Depuis 2015, il poursuit une carrière politique et est gouverneur de l'État de Morelos de 2018 à 2024 puis député depuis 2024.

## Biographie

### Jeunesse
Blanco grandit à Tepito, un quartier pauvre de la ville de Mexico, où il a appris à  jouer au football dans les domaines locaux. Blanco y a développé un style de jeu basé sur la créativité et l'agressivité, parfois à lui faire perdre son sang-froid. Ángel González, un éclaireur pour le Club América, le découvrit après qu'il eut remporté  le Torneo Benito Juarez et l'amena au Club America.

### Débuts au Club América

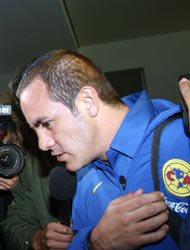
Blanco au temps du Club América

Blanco a fait ses débuts en Primera División (première division mexicaine) en 1992 à l'âge de 19 ans avec le Club América. Il a remporté son premier Soulier d'Or avec 16 buts durant la saison  1998 avec le club de Necaxa à qui il fut prêté. Ayant joué la plupart de sa carrière en Amérique du Club, avec 333 apparitions et 125 buts, Cuauhtémoc est devenu une idole pour les supporters du club et une figure importante dans l'histoire de l'équipe malgré ses nombreux prêts dans divers clubs.
En mai 2005, Blanco a remporté son premier championnat avec le club, qui est le dixième titre du club par la même occasion, alors que le Club América défait UAG par un score total de 7-4 (1-1, 6-3).

### Real Valladolid
En l'an 2000, après avoir remporté le Soulier d'Or à la Coupe des confédérations 1999, Cuauhtémoc Blanco a été prêté au Real Valladolid pour la saison 2000-01. Malheureusement, en octobre de cette année, il reçut un violent coup de pied d'un défenseur adverse et se cassa une jambe dans un match international contre Trinité-et-Tobago. Il fut mis de côté pendant 8 mois.
Après le pic de sa carrière, il a décidé de continuer dans le même club pour une autre saison (2001-02), durent laquelle il a lutté avec le mal du pays et a tenté de retrouver sa forme passée; après avoir marqué de grands buts, y compris un spectaculaire coup franc contre le Real Madrid face à Iker Casillas, il est retourné au Mexique.
Il reste cependant un « personnage » du football mexicain, réputé aussi bien sur le terrain pour ses gestes techniques, qu'en dehors pour ses nombreuses frasques.

### Blanco à Chicago en 2007

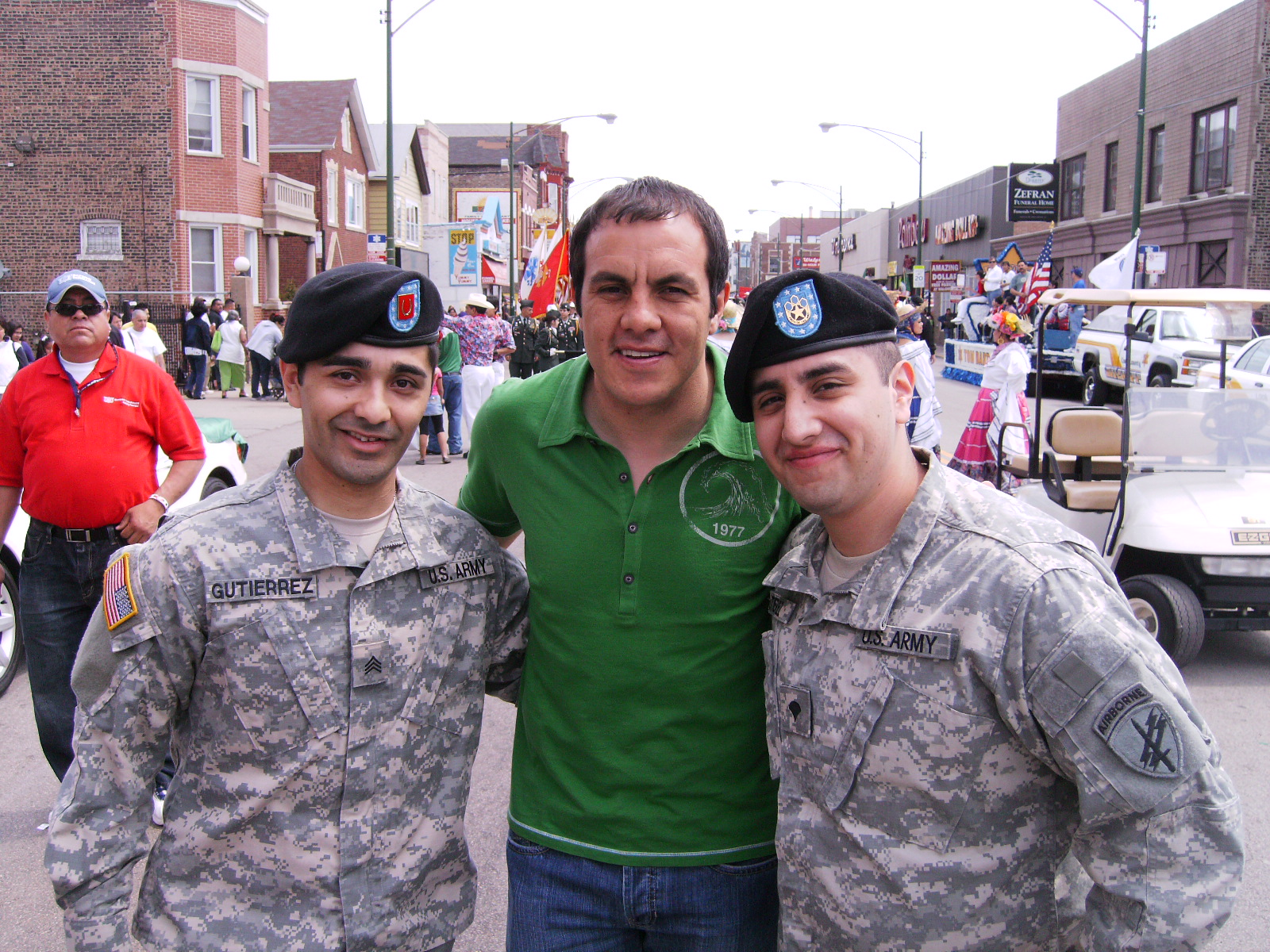
Blanco à Chicago en 2009 à l'époque où il jouait pour les Chicago Fire

Le 2 avril 2007, Blanco s'aventure sur la Major League Soccer aux États-Unis et a signé avec Chicago Fire pour une durée de 3 ans. Il a été accueilli par 5 000 spectateurs au Toyota Park.
Blanco s'integra très facilement au club et marqua quelque but pour le club durant ses 3 années mais sans jamais exprimer son vrai talent.

### Santos Laguna
Le 19 novembre 2008, Blanco accepta d'être prêté pour une durée de quelques mois au Santos Laguna après la blessure de leur attaquant équatorien Chucho Benítez. Blanco a été officiellement présenté à la presse le lendemain, où il porta le maillot numéro 9, et a déclaré qu'il espère remporter le championnat avec le club à la fin de la saison. Blanco a marqué son premier but avec Santos Laguna 29 novembre 2008.
Le 24 juillet 2008 lors d'une rencontre opposant Santos Laguna au CD Cruz Azul, Blanco fut élu homme du match avec une passe décisive et un but, un jeu dans lequel il ne joua que 46 minutes et remporta le match 3 but à 2.

### Retour vers le Mexique
Le 29 octobre 2009, Blanco a annoncé qu'il ne renouvellerait pas son contrat de trois ans avec Chicago Fire en décembre 2009, et s'engagea avec les « Tiburones rojos » de Veracruz en janvier 2010. En août 2011,  il signe à Irapuato qui évolue en deuxième division mexicaine.
Le 21 avril 2015, il remporte la Coupe du Mexique de football puis met un terme à sa carrière.

### Équipe nationale
Blanco fit sa première sélection en équipe nationale contre l'Uruguay le 1er février 1995 et a participé à trois Coupes du monde, France 1998 ainsi que Corée-Japon 2002 et Afrique du Sud 2010. Le Mexique a été sorti en huitièmes de finale dans ces trois compétitions. Il a également remporté la Coupe des confédérations disputée au Mexique en 1999 où il a été le meilleur buteur du tournoi et a attiré beaucoup d'attention à la fois des clubs espagnols et allemands. Il gagna aussi les Gold Cups 1996,1998 et 2009.
Il n'a pas été retenu pour la Coupe du monde Allemagne 2006, en raison de ses nombreuses altercations avec le sélectionneur Ricardo La Volpe. Cette désillusion a failli amorcer la fin de sa carrière, Cuauhtémoc ayant été contesté par son entraîneur au Club América. En 2008, il décida de raccrocher les crampons de la sélection mexicaine, mais est rappelé en 2009 par le sélectionneur Javier Aguirre pour remettre sur pied l'équipe et la qualifier pour la Coupe du monde 2010, ce qui fut chose faite. Il reste l'un des meilleurs footballeurs mexicains de l'histoire et une idole pour les supporters.
À 37 ans, le 31 mai 2010, il est retenu par Javier Aguirre, pour disputer le mondial en Afrique du Sud. Il marque son premier but de la compétition face à l'équipe de France sur penalty où l'équipe du Mexique gagne le match 2 buts à 0.

### Carrière politique
Engagé au sein du Parti social-démocrate (gauche), il est élu maire de Cuernavaca en 2015. Le 1er juillet 2018, il est élu gouverneur de l'État de Morelos en tant que candidat d'une coalition rassemblant le Parti de la Réunion sociale (droite), le Mouvement de régénération nationale (gauche) et le Parti du travail (gauche à gauche radicale). Il entre en fonction le 1er octobre suivant.

## Palmarès

### En club
- Vainqueur de la Coupe des Champions CONCACAF en 1992 et en 2006 avec le Club América
- Champion du Mexique en 2002 (Verano) et en 2005 (Clausura) avec le Club América
- Vainqueur de la Supercoupe du Mexique en 2005 avec le Club América

### EnÉquipe du Mexique
- 120 sélections et 39 buts entre 1995 et 2015
- Vainqueur de la Gold Cup en 1996 et en 1998
- Vainqueur de la Coupe des Confédérations en 1999
- Participation à la Coupe du Monde en 1998 (1/8 de finaliste), en 2002 (1/8 de finaliste) et en 2010 (1/8 de finaliste)
- Participation à la Gold Cup en 1996 (Vainqueur) et en 1998 (Vainqueur)

### Distinctions individuelles
- Meilleur buteur du Championnat de Mexique en 1998 (16 buts)
- Soulier d'argent de la Coupe des confédérations en 1999 (6 buts)
- Ballon d'argent du meilleur joueur de la Coupe des Confédérations en 1999
- Meilleur buteur de l'histoire de la Coupe des Confédérations (9 buts)